# ميخائيل كينغ (لاعب غولف)
ميخائيل كينغ (بالإنجليزية: Michael King)‏ هو تاجر أسهم بريطاني، ولد في 15 فبراير 1950 في ريدنغ في المملكة المتحدة.

## وصلات خارجية
- مايكل كينغ على موقع رابطة أوروبا للاعبي الغولف المحترفين (الإنجليزية)